# Teruki Hara
Teruki Hara (jap. 原輝綺 Hara Teruki; ur. 30 lipca 1998 w prefekturze Saitama) – japoński piłkarz występujący na pozycji pomocnika w japońskim klubie Shimizu S-Pulse.

## Kariera piłkarska
Treningi piłki nożnej rozpoczął w wieku 7 lat w klubie AZ'86, skąd trafił do Funabashi Municipal High School. We wrześniu 2016 podpisał obowiązujący od sezonu 2017 kontrakt z Albireksem Niigata.